# Dendrophthora dodsonii
Dendrophthora dodsonii är en sandelträdsväxtart som beskrevs av Kuijt. Dendrophthora dodsonii ingår i släktet Dendrophthora och familjen sandelträdsväxter. Inga underarter finns listade i Catalogue of Life.